# 牛津大学新学院
新学院（英語：New College）是牛津大学中规模最大、资金最充沛的学院之一，座落于牛津市中部，也时常被誉为拥有了最漂亮的建筑群，是第一个采用方庭院建筑设计的学院，成为之后牛津多所学院模仿的对象。

## 历史
恰与其名字相反，1379年成立的新学院是牛津大学历史最悠久的学院之一。时任温彻斯特主教的威克姆的威廉成立新学院时，将其命名为“牛津温彻斯特的圣玛丽学院”（The College of St Mary of Winchester in Oxford）。因为这所学院也是牛津第二所以圣母玛利亚命名的学院（第一所为今日的奥里尔学院），为作区分而习惯性称为新学院。

### 成立
1379年，主教威廉在牛津买下一块地皮，并预备向英王理查二世申领皇家特许状。威廉原本计划以建立一所高等学府，培养更多的教士，用以补足因黑死病流行而大量缺乏的教会人员。威廉在他自己起草的特许状中规定学院应有一位校监和70名学者。新学院所在的土地原先分别隶属牛津市、默顿学院和王后学院，在这块地上曾有过一条市政水渠，附近贼匪聚集。在黑死病爆发时期，还曾作墓地之用。
新学院的建立与1394年揭幕的温彻斯特公学（Winchester College）密切相关，两者在建筑建构上存在诸多相似之处。两所学院均由石匠威廉·温福特（William Wynford）监督设计。1386年4月14日，新学院正式迁入新落成的建筑中。威廉主教亲自起草了学院的规章，并在1390年公布了手稿。然而，学院规章直至威廉去世前（1404年）仍未完成。
主教威廉同时为学院设计了纹章。纹章中央是两道倒V形黑色条纹（常用于石匠作品上），一道代表他在建筑学方面的造诣，另一道则用于纪念他成为主教。温彻斯特学院也采纳了类似的纹章。
新学院和温彻斯特公学宏伟的建筑群落见证了身兼温彻斯特主教和英格兰大法官（地位相近于英国首相）对于宗教和公共教育所作出的卓越贡献。两所学院均为出身贫寒的学生提供免费教育，威廉也因此被誉为是英国公共教育之父。新学院和温彻斯特公学获得的成功，启发了之后亨利六世建造剑桥大学国王学院和伊顿公学。
在学院建立之初，威廉任命了十名教士、三名牧师和十六名唱诗班成员。在一名校长的带领下，所有的唱诗班成员都住在校内。1903年，随着学校用地紧缺，唱诗班移往学院附属的新学院公学。
新学院的牛津大学第一所提供本科教育的学院，也是第一所允许高年级学生担任教学辅导的学院。除此之外，新学院的四方院式建筑在牛津也是首创。日后，许多其他的学院均采用该设计。
1850年代新学院进行了改革之后，温彻斯特公学不再成为其唯一的学生来源，学院也因此大幅扩充，逐渐发展成为牛津中规模最大的学院之一。新学院也拥有悠久的左倾政治传统，为英国培养了多名重要的工党政治领袖。2012年收到捐款約1440萬英鎊。
新学院的礼拜堂是学院中最重要也是最宏伟的建筑，由学院的缔造者威廉亲自设计。學院的迴廊中庭也是《哈利波特：火盃的考驗》的場景。由于新学院最初的目标就是培养神职人员的高等学府，因此礼拜堂在学院中占由很重的分量。此外学院还拥有一支优秀的唱诗班。

## 著名校友
- 约翰·阿斯特（John Astor）
- 凯特·贝金赛尔（Kate Beckinsale），女影星
- 休·葛蘭(Hugh Grant) , 著名男影星
- 托尼·本（Tony Benn），工党左翼领袖
- 威廉·沃勒姆（William Warham），英国圣公会大主教